# Джозеф Белл
Джозеф Белл (англ. Joseph Bell; 2 грудня 1837 — 4 жовтня 1911) — відомий професор та хірург при Медичній школі Единбурзького університету, знаменитий як прототип Шерлока Холмса, персонажа творів всесвітньо відомого письменника Артура Конана Дойла.

## Біографія
Джозеф Белл народився в сім'ї шотландського лікаря. Його прадідом був Бенджамін Белл, судмедексперт.
Джозеф був різносторонньою дитиною, однаково успішно вивчав і гуманітарні, і прикладні науки, хоча перевагу віддавав фізиці та хімії. Під час навчання на медика, Белл не зупинявся на одному предметі, вважаючи, що зайві знання не зашкодять майбутньому лікареві, і одночасно займався анатомією та хімією. Особливим зацікавленням Джозефа було вивчення дії різних отрут на організм людини, для чого в своєму домі для дослідів мав спеціальну лабораторію.
Після початку лікарської практики, Белл став дуже популярним в Единбурзі терапевтом, адже працював дуже багато і не відмовляв хворим тільки через те, що вони не здатні сповна розрахуватися за його послуги чи живуть далеко від центру міста. Його послугами користувався, в тому числі, Чарлз Дойл, відомий вікторіанський художник та батько Артура Дойла, майбутнього письменника.
В Единбурзькому університеті професор Белл був дуже популярним серед студентів, опісля його часто згадували й інші в майбутньому відомі випускники, окрім Конана Дойла, які відвідували лекції викладача, наприклад, Джеймс Баррі, Роберт Льюїс Стівенсон.
Оповідання про Шерлока Холмса дуже швидко стали популярними серед британських читачів. Як зазначив Ірвінг Воллес в нарисі в книзі «Приголомшливі прообрази» (англ. The Fabulous Originals), після того, як Белл став відомий як прообраз Холмса, поліція залучала його як свідка-експерта до ряду заплутаних розслідувань (на зразок резонансного свого часу Ардламонтського вбивства), переважно в Шотландії, зазвичай з іншим експертом Генрі Літлджоном.
Джозеф Белл, окрім професії лікаря та викладача, був поетом-любителем, спортсменом та захоплювався спостереженням за птахами. Белл також служив особистим хірургом британської королеви Вікторії, щоразу, як вона відвідувала Шотландію.
Перу Джозефа Белла належить праця з медицини «Керівництво з хірургічних операцій» (англ. Manual of the Operations of Surgery).

## Зовнішній вигляд та звички
Белл був високою людиною з уривчастою манерою ходи, жилавою статурою, худими плечима, загостреними рисами носа та підборіддя, проникливими очима, темним волоссям, мав різкий голос. Белл проводив свої хімічні досліди в лабораторії регулярно, незалежно від того, наскільки був зайнятий роботою в лікарській практиці чи університеті, курив люльку, інколи впадав в хандру, любив сперечатися, мало переймався їжею. Схожі риси зовнішності та манери поведінки мав і Шерлок Холмс.

## Прототип Шерлока Холмса
18-річний Артур Конан Дойл познайомився з Джозефом Беллом, 39-річним професором, в 1877 році під час свого навчання в Медичній школі Единбурзького університету, Белл був одним з викладачів майбутнього письменника. Під кінець другого року навчання Конан Дойла, професор взяв його до себе у відділення асистентом. Це дало змогу Конан Дойлу споглядати за здатністю Белла швидко визначати подробиці життя пацієнта.
Так, наприклад, доктор Белл спостерігав за ходою людини. Манера ходи солдата дуже відрізнялася від ходи матроса. Якщо Белл вирішив, що перед ним моряк, то шукав татуювання, які б могли підказати про подорожі пацієнта, в яких те чи інше татуювання могло бути нанесене. Белл привчав себе помічати найменші акценти в мові людини, які б допомогли визначити звідки вона. Щоб визначити професію пацієнта Белл оглядав його руки, чи немає на них якихось характерних ознак, на зразок мозолів тощо.
Як зазначав доктор Белл, у викладанні лікування хвороб та нещасних випадків, всі обачні викладачі мусять показати студентам як точно розпізнати кожен випадок, що великою мірою залежить від точної та швидкої оцінки дрібниць які відрізняють хворого від здорового; студент має бути навчений спостерігати, щоб зацікавити його цьому, корисним буде показати як розвинена спостережливість може виявити подробиці життя пацієнта, його національність чи професію.
Сучасники, які знали Белла швидко впізнали в популярному персонажі відомого лікаря. На питання про те, чи дійсно Белл є прообразом Холмса, той відповідав: «Ну що ви, де вже мені піднятися до таких вершин. А справжній прообраз Холмса, це, звісно, сам Артур». Перше оповідання про Шерлока Холмса було опубліковане 1 грудня 1887 року — якраз до 50-ліття Джозефа Белла. Белл уважно слідкував за літературною діяльністю свого колишнього студента і цінував свій вплив на образ Холмса.

## Згадки в мистецтві
В телесеріалі BBC Кімнати смерті: Темні витоки Шерлока Холмса (англ. Murder Rooms: The Dark Beginnings of Sherlock Holmes) було обіграно період служби Конана Дойла як клерка Джозефа Белла. В постановці було перебільшено роль Белла в кримінальних розслідуваннях як і ступінь того, наскільки Шерлок Холмс був заснований на особистості Белла, якого зіграв актор Іан Річардсон. В розслідуваннях Белла в серіалі, Артур Конан Дойл відігравав роль аналогічну ролі доктора Ватсона для Холмса в його власних оповіданнях, що також є хибним. Прем'єра серіалу відбулася на початку 2000 року, продовження — восени 2001.
В 2006 році видавництво Stone Publishing House опублікувало книгу для школярів «Доктор Джозеф Белл — справжній Шерлок Холмс» (англ. Dr Joseph Bell – the original Sherlock Holmes). Книга написана істориком з Кенту доктором Робертом Х'юмом, авторству якого належать також книги про Христофора Колумба та Перкіна Ворбека. Книга ілюстрована Шеріл Айвс.
В епізоді «Зуб та кіготь» науково-фантастичного телесеріалу Доктор Хто, мандрівник у часі, відомий як Доктор ототожнює себе з доктором Беллом, колишнім студентом королеви Вікторії.
В комедійній книзі Джоанн Сфар «Les dossiers du Professeur Bell» описуються неймовірні пригоди доктора Белла.
В 11-ому епізоді 5-ого сезону серіалу Доктор Хаус, Вілсон дарує Хаусу на Різдво книгу Джозефа Белла «Керівництво з хірургічних операцій». Персонаж Доктора Хауса базується на Шерлоку Холмсі, який в свою чергу заснований на Джозефі Беллі. Коли команда Хауса почала цікавитись причиною чому Хаус викинув дорогий різдвяний подарунок, Вілсон розповів як Хаус мав короткий і нещасливий роман з медсестрою Ірен Адлер, яку опісля він завжди називав «ця жінка».

## Вшанування пам'яті

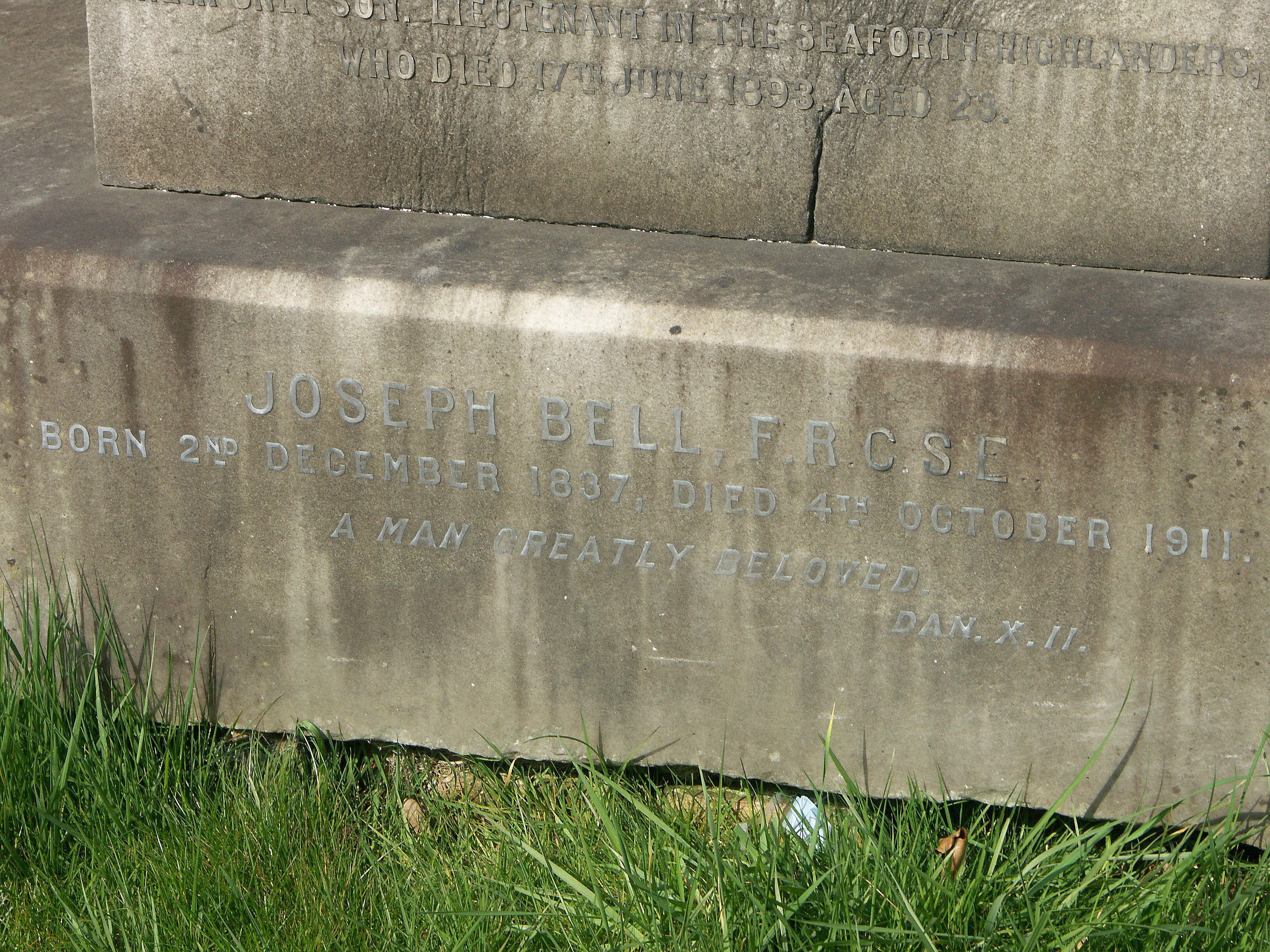
Напис на надгробку Джозефа Белла зблизька.

До сторіччя з часу смерті Джозефа Белла, 8 жовтня 2011 року в Единбурзі була поставлена бронзова дошка. Завдяки фінансуванню та організації Японського клубу Шерлока Холмса, в будівлі, яка була домом Белла в останні десятиліття його життя, тепер знаходиться японське консульство в Единбурзі. На меморіальній дошці пояснюється зв'язок Джозефа Белла з Конаном Дойлем та Шерлоком Холмсом. На церемонії відкриття були присутні особи, причетні до зведення меморіалу та представники різних клубів та товариств Шерлока Холмса.